# Комунардо Нікколаї
Комунардо Нікколаї (італ. Comunardo Niccolai; 15 грудня 1946, Уццано — 2 липня 2024, Пістоя) — італійський футболіст, що грав на позиції захисника. По завершенні ігрової кар'єри — футбольний тренер.
Виступав, зокрема, за «Кальярі», а також національну збірну Італії, у складі якої став віце-чемпіоном світу.

## Клубна кар'єра
Народився 15 грудня 1946 року в місті Уццано. Вихованець футбольної школи клубу «Монтекатіні».
У дорослому футболі дебютував 1963 року виступами за «Торрес», в якому провів один сезон в Серії С, взявши участь у 22 матчах чемпіонату. 
Своєю грою за цю команду привернув увагу представників тренерського штабу клубу «Кальярі», до складу якого приєднався 1964 року. Відіграв за головну команду Сардинії наступні дванадцять сезонів своєї ігрової кар'єри, проте основним гравцем став лише з сезону 1968/69. За цей час виборов титул чемпіона Італії у 1970 році, перший і наразі єдиний раз в історії клубу.
Протягом сезону 1976/77 років захищав кольори «Перуджі».
Завершив професійну ігрову кар'єру в нижчоліговому клубі «Прато», за який виступав протягом 1977—1978 років.

## Виступи за збірну
10 травня 1970 року дебютував в офіційних матчах у складі національної збірної Італії в товариській грі проти збірної Португалії (2:1), вийшовши на другий тайм зустрічі.
Наступного місяця у складі збірної був учасником чемпіонату світу 1970 року у Мексиці, де у першому ж матчі проти шведів (1:0) вийшов в основному складі, проте отримав травму і на 37 хвилині був замінений на Роберто Розато і пропустив решту турніру, а італійці в підсумку дійшли до фіналу і здобули «срібло».
Після «мундіалю» восени 1970 року зіграв ще один товариський матч за збірну проти швейцарців (1:1), який став для нього останнім. Загалом Нікколаї провів у формі головної команди країни 3 матчі.

## Кар'єра тренера
Розпочав тренерську кар'єру невдовзі по завершенні кар'єри гравця, 1980 року, очоливши тренерський штаб клубу «Савойя».
З 1982 року став працювати з Італійською федерацією футболу. Він брав участь в двох чемпіонатах Європи до 18 років (1984 і 1986), одному до — 16 років (1985) і в молодіжному чемпіонаті Європи 1996 року, як помічник Чезаре Мальдіні.
Крім того був тренером італійської збірної на юнацькому чемпіонаті світу 1987 року, де зайняв з командою четверте місце, а також тренував жіночу збірну Італії.
В останні роки працював скаутом збірної Італії. Він також працював тренером команди «Кальярі» U-18.

## Статистика виступів

### Клубна
| Чемпіонат | Чемпіонат | Чемпіонат | Ліга | Ліга |
| Сезон     | Клуб      | Ліга      | Ігри | Голи |
| Італія    | Італія    | Італія    | Ліга | Ліга |
| --------- | --------- | --------- | ---- | ---- |
| 1963–64   | «Торрес»  | Серія C   | 22   | 0    |
| 1964–65   | «Кальярі» | Серія А   | 0    | 0    |
| 1965–66   | «Кальярі» | Серія А   | 1    | 0    |
| 1966–67   | «Кальярі» | Серія А   | 5    | 0    |
| 1967–68   | «Кальярі» | Серія А   | 13   | 1    |
| 1968–69   | «Кальярі» | Серія А   | 27   | 0    |
| 1969–70   | «Кальярі» | Серія А   | 29   | 0    |
| 1970–71   | «Кальярі» | Серія А   | 28   | 1    |
| 1971–72   | «Кальярі» | Серія А   | 26   | 0    |
| 1972–73   | «Кальярі» | Серія А   | 30   | 0    |
| 1973–74   | «Кальярі» | Серія А   | 15   | 0    |
| 1974–75   | «Кальярі» | Серія А   | 25   | 2    |
| 1975–76   | «Кальярі» | Серія А   | 19   | 0    |
| 1976–77   | «Перуджа» | Серія А   | 7    | 0    |
| Всього    | Всього    | Всього    | 247  | 4    |

### Статистика виступів за збірну
| Дата       | Місто           | Господарі  | Результат | Гості  | Турнір             | Голи | Примітки |
| ---------- | --------------- | ---------- | --------- | ------ | ------------------ | ---- | -------- |
| 10-5-1970  | Лісабон         | Португалія | 1 – 2     | Італія | товариський матч   | -    | 46'      |
| 3-6-1970   | Толука-де-Лердо | Італія     | 1 – 0     | Швеція | ЧС 1970 - 1-й етап | -    | 37'      |
| 17-10-1970 | Берн            | Швейцарія  | 1 – 1     | Італія | товариський матч   | -    |          |
| Усього     |                 | Матчів     | 3         |        | Голів              | 0    |          |

## Титули і досягнення
- Чемпіон Італії (1):

«Кальярі»:  1969-1970
- Віце-чемпіон світу: 1970